# Lama dei Peligni

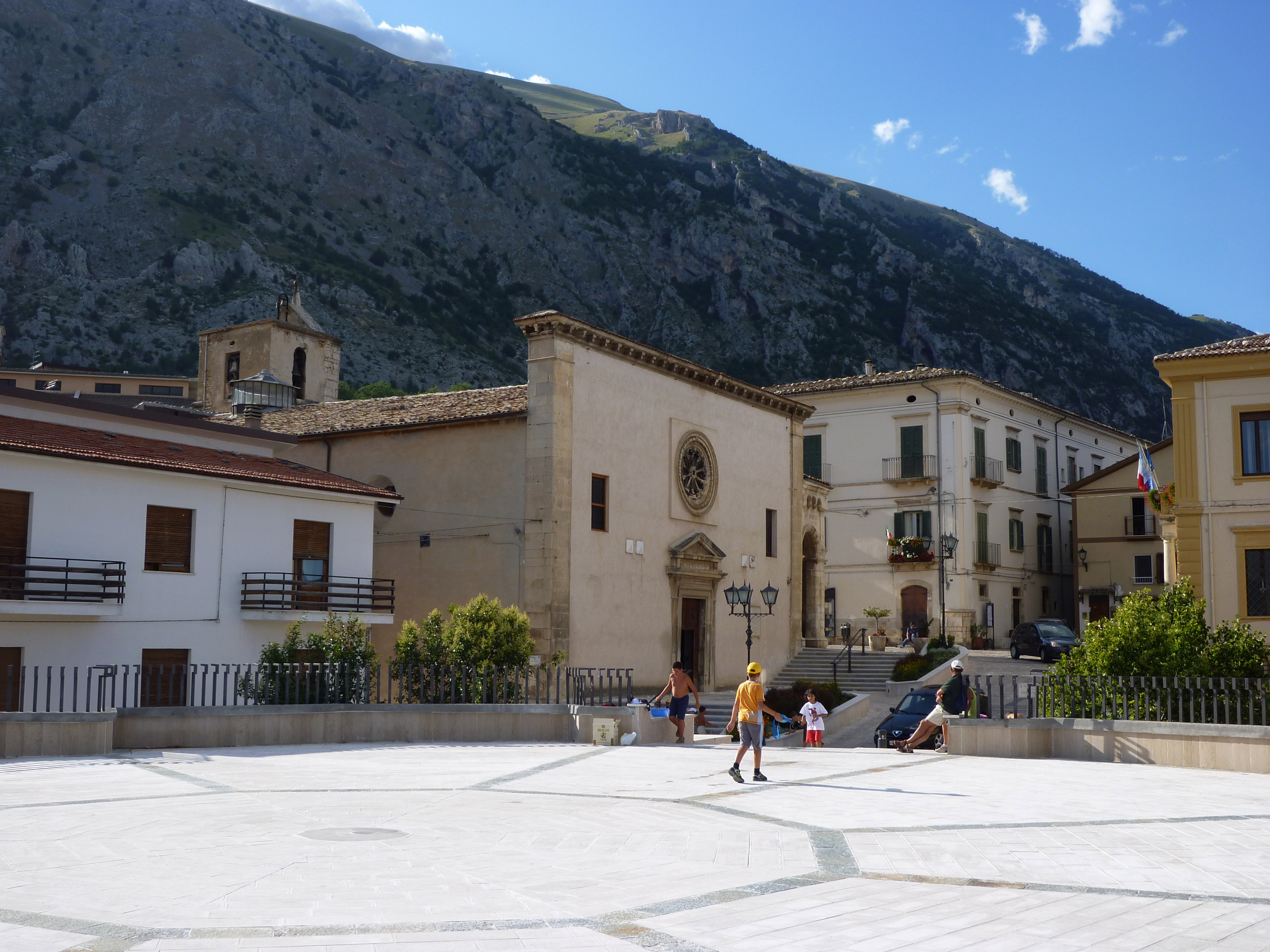
Platz in Lama dei Peligni

Lama dei Peligni ist eine italienische Gemeinde (comune) in der Provinz Chieti in den Abruzzen. Die Gemeinde liegt etwa 33,5 Kilometer nördlich von Chieti, gehört zur Comunità Montana Aventino-Medio Sangro und grenzt unmittelbar an die Provinz L’Aquila. Ein Teil des Gemeindegebiets wird vom Nationalpark Majella bedeckt.

## Geschichte
Nach dem Kriegseintritt Italiens im Juni 1940 errichtete das faschistische Regime in Lama dei Peligni ein Internierungslager (campo di concentramento). Es befand sich in einem Privathaus im Ortskern, der Casa Borelli. Die ersten Internierten waren Angehörige verfeindeter Nationen. Im Juli 1940 waren von zehn Internierten vier Briten, die restlichen Franzosen und ausländische Juden. Diese wurden bald durch weitere ausländische Juden abgelöst. Am meisten Internierte (70) gab es im September 1942. Ein Jahr darauf wurde das Lager geschlossen.

## Verkehr
Durch die Gemeinde führt die frühere Strada Statale 84 Frentana von Altino nach Roccaraso.

## Persönlichkeiten
- Simone Lorenzo Salvi (1879–1964), römisch-katholischer Ordensgeistlicher, Bischof und Abt der Territorialabtei Subiaco